# 新平堡镇
新平堡镇，是中华人民共和国山西省大同市天镇县下辖的一个乡镇级行政单位。

## 行政区划
新平堡镇下辖以下地区：
新平村、义和坝村、刘家房村、高家夭村、水泉夭村、五里墩村、黄家湾村、三墩店村、辛庄子村、南夭村、曹家湾村、常胜山村、狼窝沟村、柴家夭村、祁家夭村、大营盘村、平远堡村、平远头村、八墩村、十六墩村、廿墩村和新平尔村。

## 中国传统村落
- 新平堡村